# I'm Taking Off
I'm Taking Off es el segundo álbum de estudio por el cantante estadounidense Nick Carter, miembro del grupo Backstreet Boys. Fue lanzado el 2 de febrero de 2011 en Japón. El álbum también está disponible en la página oficial del artista. El álbum en Alemania está programado para salir el 3 de junio de 2011.

## Creación
El álbum fue hecho en unos años. Después de su primera gira como artista solista, Nick comenzó a trabajar en su próximo álbum, pero su disco no fue terminado en el 2004 cuando los Backstreet Boys tuvieron que volver al estudio.
Una de las canciones grabadas, "Let It Go", fue luego usada para el reality show de televisión House of Carter.

## Sencillos y lanzamiento
El primer sencillo, "Just One Kiss", apareció en las radios japonesas el 27 de noviembre. "Just One Kiss" es una canción melódica y pop, similar a las creaciones de los Backstreet Boys. El vídeo musical fue grabado a finales del 2010. En el vídeo aparece Nick cantando la canción en la playa.
El segundo sencillo fue "I'm taking off", es la canción que más se acerca al rock pop de su primer álbum. El vídeo fue rodado en Alemania, y consiste en Nick cantando en un cuarto abandonado, y después imágenes de él en un concierto.
El tercer sencillo, "Love can't wait", es una canción up tempo. El videoclip fue rodado en Canadá, y básicamente es Nick cantando por la ciudad y al final llega a una fiesta, también hay escenas de él con una modelo en un sofá. En este vídeo hace un pequeño cameo Howie D.
El cuarto y último sencillo fue "Burning up", es la canción más electrónica y movida del álbum y fue el mejor sencillo del álbum. El vídeo fue rodado en EUA, y básicamente trata de nick cantando en un bar, también hay escenas en donde Nick interpreta a un DJ. Este es hasta la fecha el vídeo más sexy de Nick, ya que hace bailes con algunas chicas, sale sin camisa y le ponen pintura en el abdomen.

## Lista de canciones
1. Burning Up (Feat. Briton "Briddy" Shaw)

2. Not The Other Guy

3. So Far Away

4. Addicted

5. Special

6. Falling Down

7. Just One Kiss

8. Great Divide

9. Nothing Left To Lose

10. Falling In Love Again

11. I'm Taking Off 

## Edición Japonesa
12. Jewel In Our Hearts

## Edición Canadiense
5. Love Can't Wait

## Edición Europea
12. Coma

13. Beautiful Lie (Feat. Jennifer Paige)

## Edición Norteamericana
12. Remember

13. Just One Kiss [Dezzo & Tenenbaum Remix]
one kiss

## Edición limitada
La versión limitada del álbum fue lanzada en Japón, paralela a la versión principal del álbum. Además del disco, contiene un DVD con el vídeo musical del primer sencillo y un documental sobre el trabajo del álbum.

## Posicionamiento
| Año  | Lista              | Posición máxima |
| ---- | ------------------ | --------------- |
| 2011 | Japan Albums Chart | 8               |

Singles
| Año  | Sencillo        | Lista         | Posición máxima |
| ---- | --------------- | ------------- | --------------- |
| 2011 | "Just One Kiss" | Japan Hot 100 | 12              |
| 2011 | "Just One Kiss" | Tokio Hot 100 | 84              |